# Restless Bones
Restless Bones ist eine österreichische Rockband, die 2012 in Graz gegründet wurde. Das Trio, bestehend aus Arno Pfeiler, Petar Oppel und Sam Schlagenhaufen, vereint Elemente des Hard Rock und Bluesrock in ihrem charakteristischen Sound. Seit ihrer Gründung hat die Band zwei Studioalben veröffentlicht und sich durch zahlreiche Live-Auftritte in der österreichischen Musikszene etabliert. Ihre Kompositionen entstehen oft durch gemeinsame Jamsessions im Proberaum, wobei die Musiker ihre kreativen Impulse frei entfalten. Bemerkenswert sind die Verbindungen der Band zur britischen Rocklegende Deep Purple, die sich unter anderem in einer Zusammenarbeit mit dem aktuellen Deep-Purple-Keyboarder Don Airey für ihr zweites Album manifestieren.

## Bandgeschichte
Restless Bones ist eine österreichische Rockband, die 2012 in Graz gegründet wurde. Die Formation besteht aus dem Trio Arno Pfeiler (Gitarre, Gesang), Petar Oppel (Bass, Hintergrundgesang) und Sam Schlagenhaufen (Schlagzeug, Hintergrundgesang).
Die Entstehungsgeschichte der Band geht auf ein persönliches Gespräch mit Jon Lord zurück. Bei einem seiner letzten Konzerte in Graz 2011 mit dem Blues Project ermutigte die Rocklegende die späteren Bandmitglieder zur Gründung einer eigenen Formation. Zu diesem Zeitpunkt kannten sich die Musiker bereits und hatten den Wunsch, gemeinsam Musik zu machen. Alle drei waren zuvor in verschiedenen Band- und Musikprojekten involviert gewesen.
Zunächst begann Restless Bones als Coverband, doch schon bald fanden eigene Kompositionen Eingang in das Repertoire der Gruppe. Die Entstehung neuer Songs erfolgt bei Restless Bones auf klassische Weise durch ausgedehnte Jamsessions im Proberaum. Dabei setzen sich die Musiker stilistisch keine Grenzen, sondern lassen ihrer Kreativität freien Lauf.
In den folgenden Jahren entwickelte sich Restless Bones zu einer aktiven Liveband in der österreichischen Musikszene. Die Gruppe trat bei verschiedenen Events auf und spielte als Vorband für etablierte Acts. Neben eigenen Clubkonzerten und Festivalauftritten ergaben sich auch einige besondere Gelegenheiten für gemeinsame Performances mit bekannten Musikern.
Die Bandmitglieder von Restless Bones sehen ihre musikalischen Wurzeln in den Werken klassischer Rockbands und -künstler der 1960er und 1970er Jahre. Diese Einflüsse prägten nicht nur den Sound der Gruppe, sondern inspirierten auch die Musiker in ihrer individuellen Entwicklung. So wurde Arno Pfeiler durch diese Vorbilder zum begeisterten Gitarristen und später auch zum Gitarrenlehrer.
Trotz der Einschränkungen durch die COVID-19-Pandemie ab 2020, die Liveauftritte zeitweise unmöglich machten, blieb die Band aktiv. In dieser Phase konzentrierten sich die Musiker verstärkt auf Studioarbeit und die Fertigstellung neuer Aufnahmen. Diese erzwungene Pause vom Livebetrieb ermöglichte es der Band, sich intensiver mit Details ihrer Kompositionen auseinanderzusetzen.

## Musikalischer Stil
Restless Bones bewegt sich musikalisch im Bereich des Hard Rocks und Bluesrocks. Der Sound der Band basiert auf einer Kombination aus Gitarrenriffs, Schlagzeug und Bass. Die Entstehung ihrer Kompositionen erfolgt oft durch gemeinsame Jamsessions im Proberaum.
Die Musik von Restless Bones umfasst Elemente aus dem Hard Rock, Metal, Blues und Punk. In ihren Arrangements legen sie Wert auf Groove und Fluss. Die Gitarrenarbeit reicht von Hard-Rock-Riffs bis zu Blues-Soli, während die Rhythmussektion das Fundament bildet. Der Gesang fügt sich in dieses Klangbild ein.
Textlich behandelt die Band zeit- und gesellschaftskritische Themen sowie persönliche Reflexionen. Die Songwriter verarbeiten oft Ereignisse und Erfahrungen aus ihrem Umfeld.
Ein Merkmal des musikalischen Stils von Restless Bones ist das gemeinsame Einspielen der Songs im Studio. Diese Methode dient dazu, die charakteristische Energie der Band einzufangen.
Die musikalische Palette reicht von traditionellen Hard-Rock-Nummern über Metal-Stücke bis zu Blues-Kompositionen. Gelegentlich finden sich auch Punk-Elemente. Diese Vielfalt spiegelt sich in der Instrumentierung wider, die neben den klassischen Rockinstrumenten manchmal weitere Klangfarben einbezieht.
Die Länge der Kompositionen variiert zwischen kompakten Rocksongs und ausgedehnteren Stücken mit Raum für instrumentale Passagen und Soli.

## Alben
Die Band Restless Bones hat bisher zwei Studioalben veröffentlicht. Ihr Debütalbum aus dem Jahr 2016 trägt den Titel Rocks, Frogs & Snails und enthält neun Eigenkompositionen sowie eine Coverversion des Beatles-Klassikers Come Together. Das Album wurde Jon Lord gewidmet, dem verstorbenen Keyboarder von Deep Purple.
2022 folgte das zweite Studioalbum der Grazer Formation mit dem Titel Captured By The Roots. Dieses Album wurde sowohl als Digipack als auch in limitierter Auflage auf farbigem Vinyl sowie als traditionelle schwarze Vinylschallplatte bei dem Label 7hard veröffentlicht. Captured By The Roots umfasst neun neue Eigenkompositionen der Band sowie eine Neuinterpretation des Deep-Purple-Songs Sail Away.
Die Entstehung der Eigenkompositionen für Captured By The Roots erfolgte auf klassische Weise während ausgedehnter Jamsessions im Proberaum der Band. Die Aufnahmen für das Album fanden größtenteils vor den pandemiebedingten Einschränkungen statt, wobei die Band Wert darauf legte, die Songs gemeinsam im Studio einzuspielen.
Für das Coverartwork von Captured By The Roots zeichnete der international renommierte Künstler Tom Lohner verantwortlich. Das Motiv entfaltet besonders im geöffneten Gatefold der Vinylausgabe seine volle Wirkung. Der Titel des Kunstwerks Captured By The Roots wurde auch als Albumtitel übernommen.
Inhaltlich behandeln die Texte auf Captured By The Roots zeit- und gesellschaftskritische Themen sowie persönliche Betrachtungen. Die Band betont jedoch, dass es sich dabei nicht zwangsläufig um autobiografische Inhalte handelt, sondern eher um Beobachtungen von Geschehnissen und Ereignissen aus dem persönlichen Umfeld.
Es ist erwähnenswert, dass beide Alben von Restless Bones jeweils neun Eigenkompositionen enthalten, ergänzt durch je eine Coverversion. Während auf dem Debütalbum Rocks, Frogs & Snails ein Beatles-Song gecovert wurde, entschied sich die Band für ihr zweites Album Captured By The Roots für eine Neuinterpretation eines Deep-Purple-Titels.

## Live-Auftritte
Restless Bones hat im Laufe der Jahre zahlreiche Live-Auftritte absolviert. Das Trio präsentierte sich bei verschiedenen Veranstaltungen und Konzerten, die von kleinen Clubshows bis hin zu größeren Events reichten.
Zu den Auftritten der Band zählen Präsenzen beim Grazer Stadtfest und beim Tuntenball, einer bekannten Veranstaltung in Graz. Im Jahr 2016 spielte die Band im ausverkauften Grazer Orpheum bei der Veranstaltung Let's Spend The Night Together.
Die Band fungierte mehrmals als Vorgruppe für die schottische Rockband Nazareth. Ein weiterer Auftritt fand im Club Bluesiana Rock Cafe in Velden, Kärnten, statt. Hier spielte die Band gemeinsam mit Eric Martin, dem Sänger von Mr. Big. Bei diesem Konzert wurden einige der größten Hits von Mr. Big, darunter To Be with You, gemeinsam aufgeführt. Die Band absolvierte auch Support-Auftritte für Mitglieder der britischen Rockband Status Quo. Sie spielten als Vorband für John Coghlan, den Gründungsdrummer von Status Quo, sowie für John „Rhino“ Edwards, den langjährigen Bassisten der Band.
Im Rahmen der Special Olympics World Winter Games 2017 hatte Restless Bones die Gelegenheit aufzutreten. Im Sommer 2018 trat die Band beim Festival Area 53 in Leoben, Steiermark, auf.
Neben diesen Ereignissen absolviert die Band regelmäßig Auftritte in Clubs und bei kleineren lokalen Festivals. Die Live-Auftritte von Restless Bones zeichnen sich durch ihre Improvisationsfreude aus.

## Verbindungen zuDeep Purple
Die österreichische Rockband Restless Bones weist verschiedene Verbindungen zur britischen Hard-Rock-Band Deep Purple auf. 
Der ehemalige Deep-Purple-Keyboarder Jon Lord traf 2011 in Graz auf den Gitarrenlehrer Arno Pfeiler. Lord befand sich dort wegen eines Konzerts mit seinem Blues Project. Pfeiler fuhr Lord vom Flughafen zum Auftrittsort und erzählte ihm während der Fahrt von seinen musikalischen Aktivitäten mit Freunden im Proberaum. Lord ermutigte Pfeiler daraufhin, eine eigene Band zu gründen.
Restless Bones widmeten ihr Debütalbum Rocks, Frogs & Snails dem 2012 verstorbenen Jon Lord. Ian Paice, der Schlagzeuger von Deep Purple, sorgte dafür, dass eine Kopie des Albums zu Vickie Lord, der Witwe des verstorbenen Keyboarders, gelangte.
Für ihr zweites Album Captured By The Roots arbeiteten Restless Bones mit Don Airey zusammen, dem aktuellen Keyboarder von Deep Purple. Airey spielte ein Hammondorgel-Solo für eine Neuinterpretation des Deep-Purple-Songs Sail Away ein. Dieser Song stammt ursprünglich vom Album Burn aus der Mark-III-Ära von Deep Purple.
Nick Simper, der erste Bassist von Deep Purple, steht ebenfalls in Verbindung mit Restless Bones. Die österreichische Band trat als Vorgruppe für Simpers Projekt Nasty Habits auf. Bei diesen Gelegenheiten standen sie gemeinsam auf der Bühne und spielten zusammen den ersten Hit von Deep Purple, Hush.
Sam Schlagenhaufen, ein Mitglied von Restless Bones, gibt an, dass eine Platte von Deep Purple die erste war, die er sich selbst gekauft hat.

## Diskografie
Studioalben
- 2016: Rocks, Frogs & Snails
- 2022: Captured By The Roots